# Tép bạc
Tép bạc (Danh pháp khoa học: Metapenaeus brevicornis) là một loài tôm có kích cỡ lớn trong họ Penjaeidae thuộc phân bộ Dendrobranchiata. đây là loài tép thường gặp ở Việt Nam.

## Tên gọi
Tép bạc có nhiều tên gọi, tép bạc hay tép đất là tên dân gian dùng để gọi loài tép có con lớn cỡ ngón tay cái, màu bạc, có râu và chót đuôi màu đỏ. Bên cạnh cái tên tép bạc, chúng còn có tên gọi là tép bạc nghệ, tép bạc bông, tôm bạc, tép bầu, tép bạc, tép bạc đất, tép đất,... (cũng được gọi là tôm thay vì tép), tép bạc thường, tép bạc đất

## Phân bố
Tép bạc phân bố từ biển Arap đến Paskittan, Malaixia, Indonesia, Thái Lan, chỉ gặp ở biển Nam bộ Việt Nam, từ Vũng Tàu đến sông Ông Đốc, tập trung từ Nam Vũng Tàu đến cửa Bồ Đề và từ cửa sông Ông Trang đến cửa sông Ông Đốc. Chúng sống ở các ao đầm, cửa sông đến vùng khơi, nơi nhiều phù sa, độ mặn thấp, độ sâu đến 40 km. Khi trưởng thành, thường di chuyển ra vùng có độ mặn, độ trong cao và ổn định hơn để sinh sản.
Tại vùng nước lợ, cách biển vài chục cây số, nước thường chảy mạnh khi thủy triều lên, xuống. Chính nơi đây là môi trường lý tưởng cho loài tép bạc, tép đất sinh sống. Tép bạc con cỡ ngón tay cái, sống ở vùng nước mặn, nước lợ. Đặc tính của tép bạc là thường bơi ngược dòng nước, chỗ nào nước chảy xiết, có ánh sáng là có nhiều tép bạc. 

## Đặc điểm
Tép bạc đất mình tròn, vỏ dày, màu trắng trong xanh. Thịt săn chắc và ngọt, sợi thịt tép bạc đất mịn màng, màu đỏ gạch. Tép có chứa khá nhiều calci, trong 100 gr tép có khoảng 910 mg calci. Tép bạc có chiều dài 13 -15.2 cm. Tép bạc bông đạt trọng lượng bình quân 75 con/kg. Chủy thẳng, vượt quá đốt gốc râu I. Nhìn chung chiều dài của chủy thay đổi theo tuổi của cá thể. Mép trên có 5-7 răng. Gờ sau chủy về sau càng nhỏ dần và rất mờ ở sát mép sau vỏ đầu ngực.
Rãnh sau hốc mắt mờ. Rãnh cổ sâu, hướng về phía sau, đến khoảng 2/3 đường giữa lưng của vỏ đầu ngực có gờ thấp, sắc. Rãnh tim mang và nửa trước của rãnh gan khá rõ. Gai trên dạ dày gai râu to, gai gan lớn hơn 2 gai trên. Góc trên mắt không nhọn, góc má tròn. Gờ lưng đạt đến 2/3 đốt bụng IV. Gờ trên đốt bụng 4 nhô lên và kết thúc bằng gai nhọn. Góc dưới phía sau đốt bụng IV không có gai. Đốt đuôi không có gai bên và ngắn hơn nhiều so với nhánh trong chi đuôi.
Gai cuống râu ngắn, gần đạt quá nữa đốt đùi râu I. Trên đốt đùi của chân bò I,II,III và đốt gốc chân bò I có gai. Sợi ngọn trên râu I dài hơn sợi dưới và dài hơn 1/2 chiều dài vỏ đầu ngực. Petasma: các thùy đỉnh bên hướng ra ngoài, đỉnh nhọn. Các thùy đỉnh giữa mảnh, hơi uốn cong và chụm lại. Thelycum: tấm giữa lớn hơn các tấm bên, mép trên tròn, hai bên phần sau hình thành 2 khối tròn. Vỏ mỏng, thân màu vàng nhạt, viền chân bơi và chỉ đuôi màu hồng. Tép bạc bông có khả năng kháng được các bệnh nguy hiểm như: đốm trắng, bệnh hoại tử gan tuỵ

## Ẩm thực
Tép bạc được chế biến thành nhiều món ngon, tuỳ theo khẩu vị của từng vùng, từng người. Muốn mau lẹ, thì có tép bạc luộc, tép đất nướng, hay rang ăn cơm nóng. chúng thường được dùng làm nhân bánh xèo, nấu canh chua, rim với nước cốt dừa, làm chà bông. Tép bạc tái chanh không có mùi tanh; vị ngọt, dễ ăn lại giàu dinh dưỡng có tác dụng giảm mỡ trong máu không để lại di chứng, mau lành bệnh ngoài da.. Tép bạc rim dứa, Tép tươi ngọt mềm rim cùng với dứa cho vị chua mặn ngọt, Tép bạc nướng cọng dừa, tép bạc đất chà bông bổ sung calci Trong ca dao Nam Bộ có câu: Buổi chợ đương đông con cá lòng tong còn chê lạt/ Buổi chợ tan rồi con tép bạc khen ngon